# Saltatricula atricollis
El pepitero de corbata (en Bolivia y Paraguay) o pepitero gorjinegro (Saltatricula atricollis), también denominado saltador de garganta negra, es una especie de ave paseriforme de la familia Thraupidae, una de las dos pertenecientes al género Saltatricula; anteriormente se lo ubicaba en Saltator. Es nativo del centro este de América del Sur.

## Descripción
Mide 20,5 cm de longitud. El pico es anaranjado vivo con el culmen negro. Colorido bien característico, por arriba es pardo oscuro, con la face y la garganta negros, lados de la cabeza grisáceos. Por abajo es pardo claro. Los juveniles con pardo herrumbroso en vez de negro y pico oscuro.

## Distribución y hábitat
Su área de distribución se extiende desde el este y centro de Brasil (desde el norte de Ceará y Maranhão, también Pernambuco, al sur en el interior hasta Mato Grosso, norte de São Paulo y  sur de Minas Gerais), este de Bolivia (noreste del Beni y este de Santa Cruz) y noreste de Paraguay.
Esta especie habita en bosques abiertos y matorrales característicos del cerrado entre los 500 y los 1300 m s. n. m.; localmente en Brasil hasta los 1800 m de altitud.

## Comportamiento
Vive en bandadas pequeñas, al contrario de sus congéneres que andan usualmente en parejas.  Suelen posar en lo alto de arbustos y árboles bajos, a veces en cercas, desde donde bajan al suelo en busca de alimento, inclusive en caminos de tierra, mientras mantienen un sentinela posado en una percha alta, como es hábito frecuente en muchos pájaros campestres.

### Alimentación
Esta especie se alimenta de semillas, frutos, brotes de hojas, y artrópodos.

### Reproducción
Construye su nido en forma de taza en las ramas de los árboles o en pajonales. Para ello emplea fibras vegetales, tapizando el interior con pelos, plumas y tallos de hierbas. La hembra pone de dos a tres huevos com incubación promedio de trece días. Dan de dos a tres nidadas por año.

### Vocalización
El canto es muy diferente de sus congéneres, un gorjeo rápido, musical y elaborado; varias aves pueden ejecutar una cantoría colectiva (principalmente al amanecer). El llamado es un «uiík?..uiík?...» agudo y débil.

## Sistemática

### Descripción original
La especie S. atricollis fue descrita por primera vez por el naturalista francés Louis Pierre Vieillot en 1817 bajo el nombre científico Saltator atricollis; la localidad tipo es «Paraguay».
El nombre genérico femenino Saltatricula es un diminutivo del género Saltator, en latín, «saltatrix» significa ‘bailarina’; y el nombre de la especie «atricollis» se compone de las palabras del latín «ater»: ‘negro’, y «collis»: ‘de cuello’.

### Taxonomía
Este género era tradicionalmente colocado en la familia Cardinalidae, pero las evidencias genéticas sugieren que pertenece a Thraupidae, de acuerdo con Klicka et al (2007). La Propuesta N° 321 al Comité de Clasificación de Sudamérica (SACC), aprobada, retiró el género de Cardinalidae y lo dejó temporariamente en Incertae sedis.
Nuevos estudios de Chaves et al (2013) revisaron la secuencia linear de los géneros Saltator y Saltatricula, concluyendo que Saltator atricollis y Saltatricula multicolor son especies hermanas. La Propuesta N° 593 al SACC rechazó la inclusión de Saltatricula en Saltator y recomendó la inclusión de S. atricollis en Saltatricula bajo el nombre Saltatricula atricollis.
En la Propuesta N° 704 al SACC, con base en los estudios de Burns et al. 2014 y otros, se aprobó la transferencia de Saltatricula y Saltator para Thraupidae, lo que fue seguido por las principales clasificaciones.
En la Propuesta N° 730 Parte 3 al SACC se rechazó la fusión de los géneros Saltator y Saltatricula y se aprobó la retención de este último y la inclusión de S. atricollis en él. Sin embargo, las clasificaciones Aves del Mundo y Birdlife International, siguiendo a Burns et al. (2016) prefieren el género Saltator ampliado.
Es monotípica.